# Ne ingereld az egeret
A Ne ingereld az egeret 1967-ben bemutatott magyar rajzfilm, amelyet Nepp József írt és rendezett. Az animációs játékfilm zenéjét Deák Tamás szerezte. A mozifilm a Pannónia Filmstúdió gyártásában készült.

## Rövid történet
Ha a kis állatot ingerlik, mérgében túljár a nagyok eszén.

## Alkotók
- Írta és rendezte: Nepp József
- Zenéjét szerezte: Deák Tamás
- Operatőr: Nagy Csaba
- Hangmérnök: Horváth Domonkos
- Vágó: Czipauer János
- Gyártásvezető: Kunz Román

Készítette a Pannónia Filmstúdió